# Nicolas Schöffer

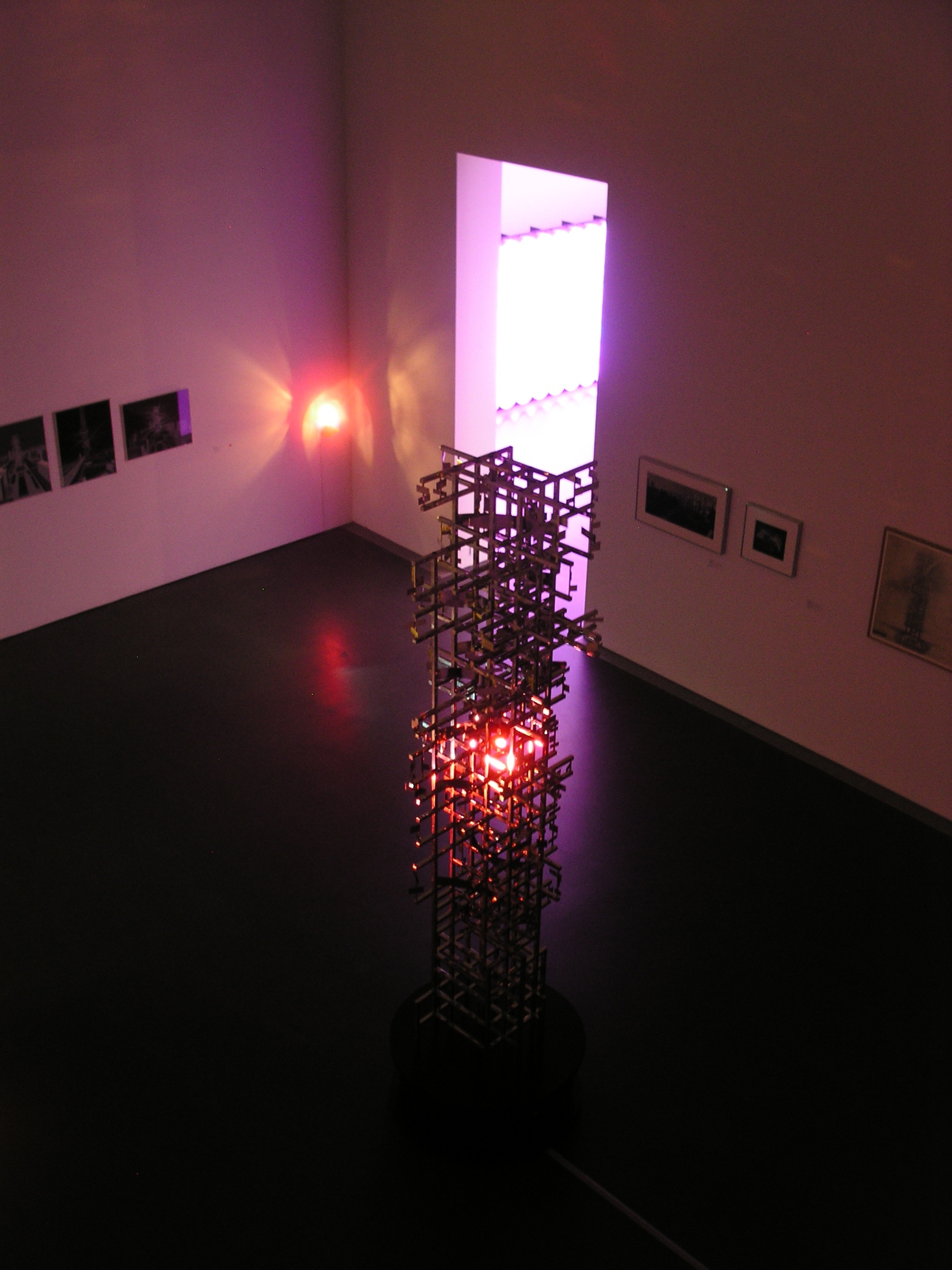
Tour Lumière Cybernétique de Paris - La Défense (Chronos 4), 1961

Nicolas Schöffer (6. září 1912, Kalocsa – 8. ledna 1992, Paříž) byl sochař s hlubokým zájmem o architekturu a urbanismus.
Narodil se v Maďarsku ve městě Kalocsa, ale většinu svého života strávil v Paříži, kde žil od roku 1936 do své smrti. Zemřel ve svém ateliéru na Montmartru.
Mezi lety 1932 a 1935 studoval školu výtvarných umění v Budapešti a potom na École des Beaux-Arts v Paříži. V roce 1948 získal francouzské státní občanství.
Je považován za významného tvůrce kybernetických soch, ve nichž spojuje použití mechanického pohybu, světla a zvuků, například věž, která měla být instalována v Paříži, měla svým pohybem a barvou reflektovat zvuky a nálady města. Mezi jeho stěžejní dílo patří takzvané TLC tedy Tour Lumière Cybernétique. Byl novátorem v oblasti totálního divadla, sochařství a architektury, zabýval se také mnoha tématy z oblasti urbanismu.